# ولکی مدر
ولکی مدر (به مجاری: Nagymegyer) یک شهرک در اسلواکی با جمعیت ۸٬۹۶۸ نفر است که در Dunajská Streda District واقع شده‌است.